# Адријанопољ Пафлагонијски
Адријанопољ Пафлагонијски (старогрчки: Ἁδριανούπολις ἑν Παφλαγονία) био је град у југозападној Пафлагонији, у Малој Азији, око 3 km југозападно од данашњег Ескипазара.
Био је насељен бар од 1. вијека прије Христа до 8. вијека послије Христа. Град је име добио у 2. вијеку, по римском императору Хадријану, а носио је и имена Кесареја (Caesarea или Καισάρεια) и Просеилемене.
Када је цар Теодосије I (347–395) од дијелова Пафлагоније и Витиније 380. године установио нову провинцију Хонорију, именовану по његовом млађем сину Хонорију, град је постао познат као Адријанопољ у Хоноријади.

## Историја
Послије 4. вијека то је био велики антички град, познат по многобројним црквама и манастирима. Као најважнији град западне регије Црног мора био је сједиште епархије у којој су живели многи угледни архијереји. Осим тога, важио је и за центар ходочашћа. Са свих страна хрлили су ходочасници у Адријанопољ ради исцјељења од тјелесних и духовних недуга.
„Свети Алимпије учини многа чудеса благодаћу Христовом: он болне исцељиваше, ђаволе из људи изгоњаше, будућност предсказиваше.“
(Из Житија светих за месец новембар св. Јустина (Поповића).)
На мјесту на ком се подвизавао Алимпије Столпник, а то је било надомак града, подигнута су два манастира, један мушки и један женски, са обе стране столпа (стуба).
„И стицаше се к њему многи народ: људи и жене, младићи и старци, да слушају корисне поуке његове и да се исцељују од својих душевних и телесних бољки. А многи од њих изабраше да остану и живе поред њега. Зато светитељ нареди да се устроје два манастира, мушки и женски, један с једне стране столпа, а други с друге. Сам пак стајаше на столпу у средини, као свећа на светњаку, просвећујући оба манастира и учењем својим и примером ангелског живота свог, и заштићујући их молитвама својим. Преподобни им даде законе и уставе монашког живота, наредивши им да будно чувају себе од демонских замки. Притом он женама нарочито заповедаше да се никада не показују мушкарцима на очи.
У женском манастиру живљаше и мајка блаженог Алимпија са својом ћерком а његовом сестром Маријом, и друге врло угледне жене града Андријанопоља...“
(Из Житија светих за месец новембар св. Јустина (Поповића).)
Према Ерсину Челикбашу, академику са одељења за археологију Универзитета Карабук, Адрианопољ је изненада опустио у 7. вијеку. Мало се зна о томе зашто је древни град Адрианопољ напуштен.

## Знамените личности
Свети Алимпије Столпник (522-649). Назван Столпником, јер се много година подвизавао на столпу (= стубу) који је подигао усред паганског (идолопоклоничког) гробља надомак Адријанопоља. Сахрањен је у цркви свете Јефимије, коју је прије него се попео на стуб и отпочео подвизавање, саградио поред стуба.
Преподобни Стилијан Пафлагонијски (р. 550). Рођен у Адријанопољу, а подвизавао се околним горама као испосник.

## Археолошкo налазиште
Археолошка ископавања започета су 2003. године. Откривено је 14 јавних здања и других грађевина у античком граду, међу којима два купатила, двије цркве, одбрамбени зидови, камене гробнице, позориште, лучна и куполаста структура, велика култна ниша, зидови, вила, друге велике зграде и неколико религиозних здања.
Хришћанске грађевине покривају подручје од 20 км од центра Адријанопоља. Археолози сматрају да су ископавањем грађевине старе више од 1500 година, открили једну од најстаријих цркава у Анатолији. Црквени подови су украшени мозаицима у које су уграђене представе библијских ријека: Гихон, Фисон, Тигар и Еуфрат.
На другим мозаицима изображени су разноврсни ликови, укључујући и животиње, попут коња, слонова, чак и митских грифона. Ту су још и представе бика, лава и два пауна. Ови мозаици могу се поредити са сличним у античком граду Зеугма.
Испоставља се да је Адријанопољ веома важан древни град и „мозаичко налазиште“.